# Кілія (Нямц)
Кілія (рум. Chilia) — село у повіті Нямц в Румунії. Входить до складу комуни Биргеуань.
Село розташоване на відстані 292 км на північ від Бухареста, 23 км на північний схід від П'ятра-Нямца, 73 км на захід від Ясс.

## Населення
За даними перепису населення 2002 року у селі проживали 338 осіб, усі — румуни. Усі жителі села рідною мовою назвали румунську.